# Aerosaurus
L'aerosauro (gen. Aerosaurus) è un tetrapode estinto, appartenente ai pelicosauri. Visse tra il Carbonifero superiore e il Permiano inferiore (circa 300 - 290 milioni di anni fa) i suoi resti fossili sono stati ritrovati in Nordamerica.

## Descrizione
Questo animale era lungo circa 75 centimetri, e possedeva una coda molto lunga rispetto a quella di altri animali simili, come Varanops. Il cranio di Aerosaurus era caratterizzato da una serie di grandi denti caniniformi fortemente ricurvi all'indietro e compressi lateralmente. La serie dentaria si estendeva ben oltre l'orbita. I denti inferiori erano molto più piccoli. L'osso parasfenoide era insolitamente espanso lateralmente e posteriormente, e portava file di denti sul margine. La finestra postorbitale era di grandi dimensioni, a causa della notevole riduzione dell'osso squamoso. Il quadratojigale e la mandibola, posteriormente, erano incurvati verso l'alto. Il cranio, in relazione al resto del corpo, era di piccole dimensioni, al contrario di quello di altre forme come Varanops. Le costole lunghe fanno supporre che il corpo di Aerosaurus fosse piuttosto profondo. Le clavicole e le zampe anteriori erano piuttosto robuste, così come le dita delle mani. Il piede, invece, possedeva dita relativamente corte.

## Classificazione
Aerosaurus venne descritto per la prima volta nel 1937 da Alfred Sherwood Romer, sulla base di alcuni resti frammentari provenienti dalla contea di Rio Arriba in Nuovo Messico, nella formazione Cutler, in una zona nota come El Cobre Canyon (la parola spagnola "cobre" significa "rame"). I fossili vennero descritti come Aerosaurus greenleeorum. Nel 1981, Langston e Reisz descrissero una nuova specie (Aerosaurus wellesi) sulla base di due fossili quasi completi rinvenuti nella stessa formazione. Il nome Aerosaurus significa "lucertola del rame", poiché i resti fossili dell'esemplare tipo erano stati in una vecchia miniera di rame.

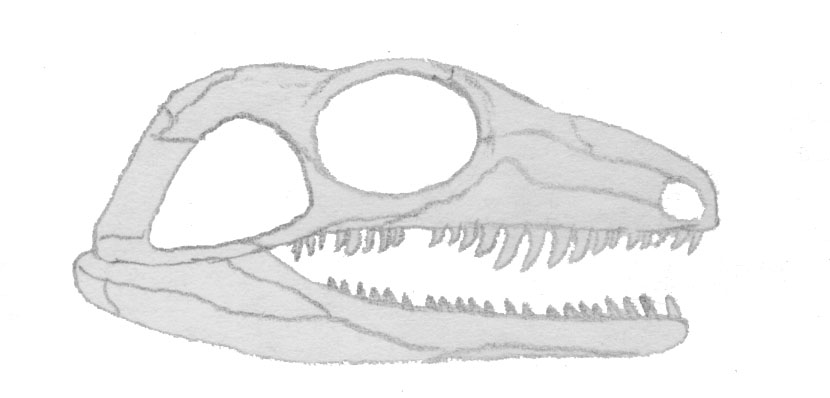
Cranio di Aerosaurus wellesi

Aerosaurus è considerato un rappresentante dei varanopseidi, un gruppo di pelicosauri di dimensioni medio - piccole, vicini alla linea evolutiva che portò ai mammiferi. Aerosaurus, nonostante le notevoli specializzazioni craniche, sembrerebbe essere stato un membro piuttosto basale della sottofamiglia dei varanodontini, comprendente le forme più derivate della famiglia (Berman et al., 2013).

## Paleobiologia

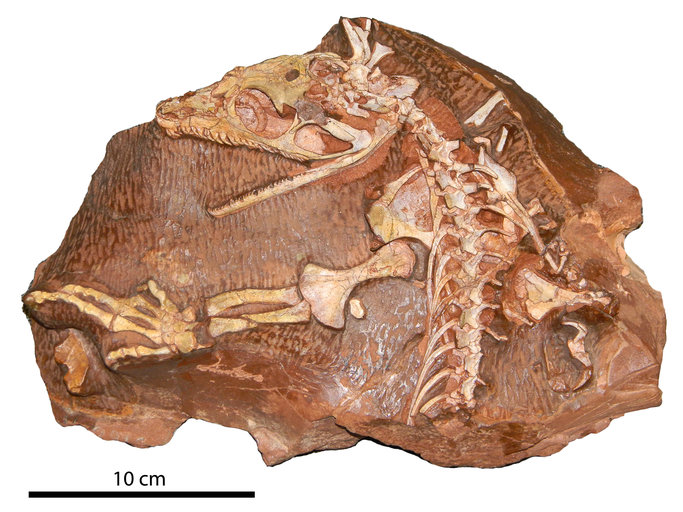
Fossile di Aerosaurus wellesi

Aerosaurus era un rettile terrestre, dalla dieta incerta. Non è chiaro, infatti, quale fosse la funzione dei denti lunghi ed eccessivamente ricurvi, estesi molto dietro l'orbita, poco adatti a ghermire la preda. Forse Aerosaurus utilizzava la sua strana dentatura come una sorta di filtro.